# 龐德羅薩派恩 (新墨西哥州)
龐德羅薩派恩（英語：Ponderosa Pine）是位於美國新墨西哥州伯納利歐縣的普查規定居民點。

## 人口
根據2020年美國人口普查的數據，龐德羅薩派恩的面積為20.91平方千米，皆為陸地。當地共有人口1092人，而人口密度為每平方千米52.22人。